# Officier (Ancien Régime)
Pour les articles homonymes, voir Officier (homonymie).

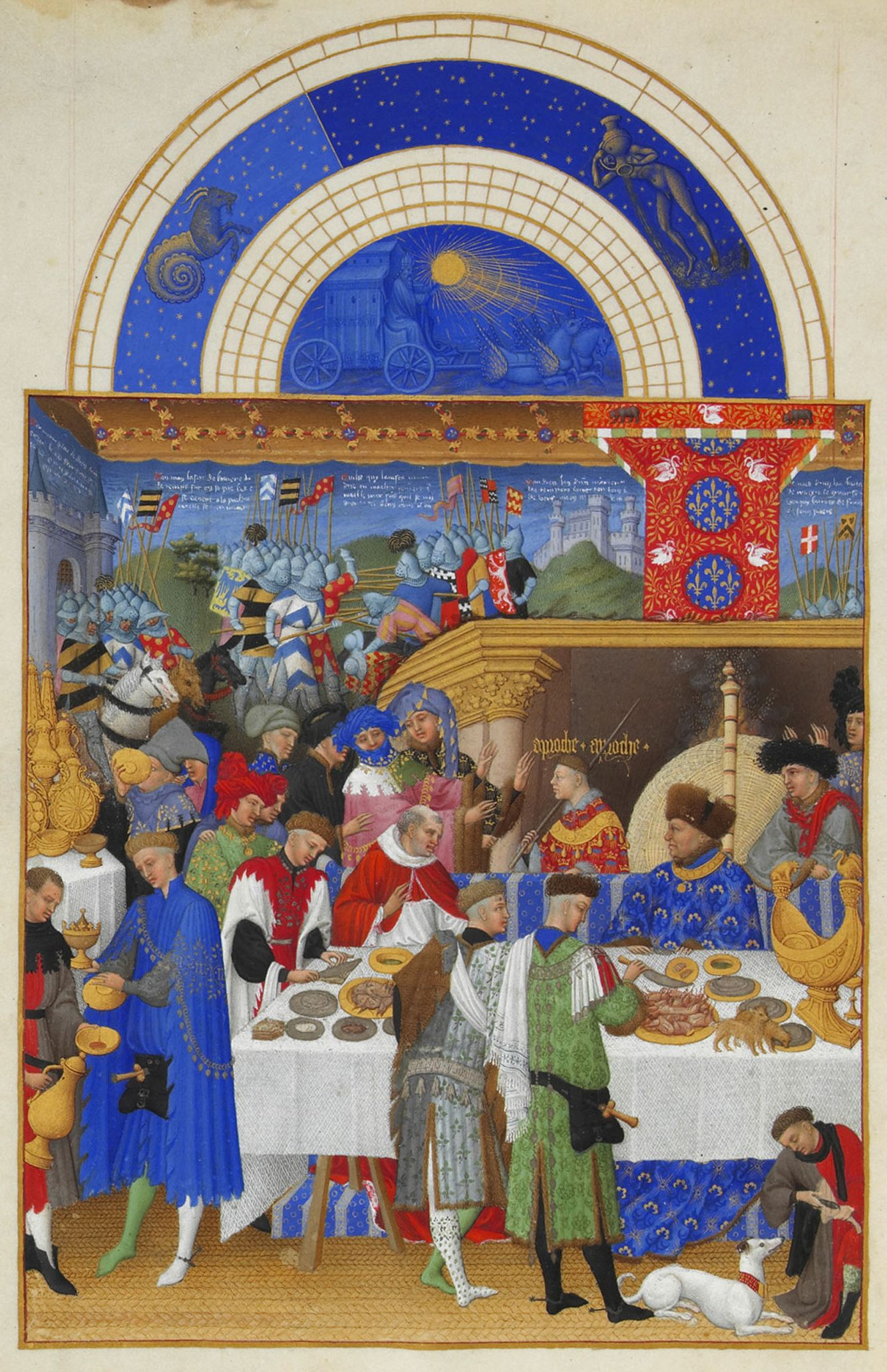
Le duc de Berry servi par des officiers de bouche : échansons, deux écuyers tranchants et panetier.

Sous l'Ancien Régime, en France, le terme officier s'appliquait à tout détenteur d'un office, une charge personnelle consentie par un souverain ou un seigneur à un individu. Au XVIIe siècle, le juriste Charles Loyseau définit l'office comme une « dignité ordinaire avec fonction publique ». Il existait des offices royaux, seigneuriaux, municipaux. 
Si à l'origine un office est un don gratuit du roi, très rapidement, à partir du XIIe siècle, ils devinrent vénaux et transmissibles aux héritiers, si bien qu'au XVIe siècle, c'est un objet de transaction (on peut le vendre à un particulier par exemple).
À la Cour de France, on compte plusieurs grands officiers, notamment le grand maître de France qui est à la tête des maîtres d'hôtel, des gentilshommes servants (les officiers de bouche) et des huissiers de la salle.
Les officiers de bouche travaillaient pour la table du roi : grand panetier, fruitier servant prunes sèches et noisettes, officiers du gobelet (échansons fournissant le vin pour la table du roi), officier qui coupait la viande (écuyer tranchant). Les officiers du commun travaillaient pour les autres tables de la maison du roi.
Il existait aussi des offices de finances, ou de magistrature. Les conseillers aux parlements ou aux différentes cours souveraines étaient ainsi des officiers.